# New York International Fringe Festival
Das New York International Fringe Festival (oder FringeNYC) ist ein US-amerikanisches Kulturfestival, das jährlich im August zwei Wochen lang in Manhattan stattfindet.
Das FringeNYC wurde 1996 von der Off-Broadway-Theatergruppe The Present Company begründet. Es hat heute eine eigene Organisation und eigenes Personal und verkauft mehr als 75.000 Karten pro Jahr.
Das FringeNYC ist besonders auf Off Broadway-Theater ausgerichtet. Die Bandbreite reicht von klassischen Theaterstücken bis zu experimentellen Beiträgen.
FringeNYC zeichnet sich durch sein Auswahlverfahren mit einer Jury aus. Circa 200 Gruppen präsentierten sich im Jahr 2010 während des Festivals in verschiedene Theatern in Manhattan.